# Jasmila Žbanić
Jasmila Žbanić (Sarajevo, BiH, 19. prosinca 1974.), bosanskohercegovačka redateljica. 

## Život
Žbanić je diplomirala na ASU u Sarajevu, na Odsjeku za filmsku i kazališnu režiju. Osnivačica je udruženja umjetnika Deblokada.
Njezin film Grbavica je na Berlinskom filmskom festivalu 2006. godine dobio glavnu nagradu Zlatni medvjed kao najbolji film. Osim glavne nagrade, film Grbavica osvojio je još dvije nagrade - Nagradu ekumenskog žirija i Nagradu za mir.
Potpisnica je Deklaracije o zajedničkom jeziku, u kojoj se tvrdi da se u Hrvatskoj, Bosni i Hercegovini, Srbiji i Crnoj Gori govore nacionalne standardne varijante zajedničkog policentričnog standardnog jezika.

## Nagrade
- Nagrada "Zlatni medvjed" za igrani film "Grbavica"
- Nagrada ekumenskog žirija za igrani film "Grbavica"
- Nagrada za mir za igrani film "Grbavica"
- Nagrada "Veliki pečat" za najbolji film u regionalnoj konkurenciji I. međunarodnog festivala dokumentarnog filma "ZagrebDox"
- Nagrada Soros centra za suvremenu umjetnost za film "Autobiografija"
- Nagrada Soros centra za suvremenu umjetnost za film "Poslije, poslije"
- Specijalna nagrada na SFF-u 1998. za dokumentarni film "Noć je, mi svijetlimo"
- Nagrada žirija New York Expo film festivala 1999. za dokumentarni film "Noć je, mi svijetlimo"
- Special Mention na Alpe Adria film festivalu za dokumentarni film "Crvene gumene čizme"

## Filmografija
- "Quo Vadis, Aida?", drama, 2020.
- "Na putu", igrani film, 2010.
- "Grbavica", igrani film, 2006.
- "Rođendan", 2004.
- "Sjećaš li se Sarajeva", 2003.
- "Crvene gumene čizme", dokumentarni film, 2000.
- "Ljubav je...", 1998.
- "Noć je, mi svijetlimo", dokumentarni film, 1998.
- "Poslije, poslije", 1997.
- "Autobiografija", 1995.

## Vanjske poveznice
- Razgovor s Jasmilom Žbanić 2004.